# Campeonato Mundial de Esqui Alpino de 1950
O Campeonato Mundial de Esqui Alpino de 1950 foi realizado em Aspen, Colorado, Estados Unidos, de 13 a 18 de fevereiro de 1950.
Este foi os primeiro Campeonato Mundial realizada fora da Europa, e a primeira vez Slalom Gigante participou de uma edição do Campeonato Mundial desde 1931, deslocando o combinado, que retornou em 1954.
Zeno Colò da Itália ganhou o downhill e o slalom gigante, e só perdeu uma varredura das medalhas de ouro, ele terminou 0,3 segundo atrás do slalom, levando a prata. A Áustria dominou as corridas femininas: Dagmar Rom venceu o slalom gigante e o slalom, Trude Jochum-Beiser ganhou o ouro no downhill e prata no slalom gigante, e Erika Mahringer levou duas medalhas de prata, no slalom e downhill.

## Masculino

### Downhill
Data: 18 de Fevereiro
| Lugar | Nação            | Atleta  | Tempo  | Dif.  |
| ----- | ---------------- | ------- | ------ | ----- |
| 1     | Zeno Colò        | Itália  | 2:34.4 | --    |
| 2     | James Couttet    | França  | 2:35.7 | + 1.3 |
| 3     | Egon Schöpf      | Áustria | 2:36.3 | + 1.9 |
| 4     | Bernhard Perren  | Suíça   | 2:37.7 | + 3.3 |
| 5     | Christian Pravda | Áustria | 2:38.1 | + 3.7 |
| 6     | Jean Pazzi       | França  | 2:38.6 | + 4.2 |

### Slalom Gigante
Data: 14 de Fevereiro
| Lugar | Nação             | Atleta | Tempo  | Dif.  |
| ----- | ----------------- | ------ | ------ | ----- |
| 1     | Zeno Colò         | Itália | 1:54.4 | --    |
| 2     | Fernand Grosjean  | Suíça  | 1:55.2 | + 0.8 |
| 3     | James Couttet     | França | 1:55.3 | + 0.9 |
| 4     | Henri Oreiller    | França | 1:55.8 | + 1.4 |
| 5     | Georges Schneider | Suíça  | 1:55.9 | + 1.5 |
| 6     | Carlo Gartner     | Itália | 1:56.0 | + 1.6 |

### Slalom
Data: 16 de Fevereiro
| Lugar | Nação             | Atleta         | Tempo  | Dif.  |
| ----- | ----------------- | -------------- | ------ | ----- |
| 1     | Georges Schneider | Suíça          | 2:06.4 | --    |
| 2     | Zeno Colò         | Itália         | 2:06.7 | + 0.3 |
| 3     | Stein Eriksen     | Noruega        | 2:08.0 | + 1.6 |
| 4     | Jack Reddish      | Estados Unidos | 2:08.4 | + 2.0 |
| T-5   | Egon Schöpf       | Áustria        | 2:09.0 | + 2.6 |
| T-5   | Ernest McCullough | Canadá         | 2:09.0 | + 2.6 |
| T-5   | James Couttet     | França         | 2:09.0 | + 2.6 |

## Feminino

### Downhill
Data: 17 de Fevereiro
| Lugar | Nação          | Atleta                      | Tempo  |
| ----- | -------------- | --------------------------- | ------ |
| 1     | Áustria        | Trude Jochum-Beiser         | 2:06.6 |
| 2     | Áustria        | Erika Mahringer             | 2:07.5 |
| 3     | França         | Georgette Thiollière-Miller | 2:08.4 |
| 4     | Áustria        | Anneliese Schuh-Proxauf     | 2:08.6 |
| 5     | Estados Unidos | Katy Rodolph                | 2:08.9 |
| 6     | França         | Lucienne Schmith-Couttet    | 2:10.0 |

### Slalom Gigante
Data: 13 de Fevereiro
| Lugar | Nação   | Atleta                   | Tempo  |
| ----- | ------- | ------------------------ | ------ |
| 1     | Áustria | Dagmar Rom               | 1:29.6 |
| 2     | Áustria | Trude Jochum-Beiser      | 1:29.8 |
| 3     | França  | Lucienne Schmith-Couttet | 1:30.0 |
| 4     | Áustria | Erika Mahringer          | 1:31.8 |
| 5     | Áustria | Anneliese Schuh-Proxauf  | 1:31.9 |
| 6     | Áustria | Lydia Gstrein            | 1:32.7 |

### Slalom
Data: 15 de Fevereiro
| Lugar | Nação          | Atleta                   | Tempo  |
| ----- | -------------- | ------------------------ | ------ |
| 1     | Áustria        | Dagmar Rom               | 1:47.8 |
| 2     | Áustria        | Erika Mahringer          | 1:47.9 |
| 3     | Itália         | Celina Seghi             | 1:49.5 |
| 4     | Áustria        | Anneliese Schuh-Proxauf  | 1:49.9 |
| 5     | França         | Lucienne Schmith-Couttet | 1:51.0 |
| 6     | Estados Unidos | Andrea Mead              | 1:51.7 |

## Quadro de medalhas
| Lugar | Nação   | Ouro | Prata | Bronze | Total |
| ----- | ------- | ---- | ----- | ------ | ----- |
| 1     | Áustria | 3    | 3     | 1      | 7     |
| 2     | Itália  | 2    | 1     | 1      | 4     |
| 3     | Suíça   | 1    | 1     | –      | 2     |
| 4     | França  | –    | 1     | 3      | 4     |
| 5     | Noruega | –    | –     | 1      | 1     |